# Покатыло, Мария Иосифовна
Мария Иосифовна Покатыло (26 августа 1921 года, Винница, Винницкий округ, Подольская губерния, Украинская ССР — 31 марта 2005 года, село Пронькино, Еврейская автономная область) — заведующая молочнотоварной фермой колхоза «Заветы Ильича» Биробиджанского района Еврейской автономной области. Герой Социалистического Труда (1960).

## Биография
Родилась в 1921 году в Виннице. В 1950 году по программе государственного освоения Дальнего Востока переехала в Еврейскую автономную область. Трудилась дояркой в колхозе «33-я годовщина Великого Октября» Биробиджанского района с усадьбой в селе Птичник. Член КПСС.
В 1959 году надоила от каждой коровы в среднем по 3862 килограмм молока. Указом Президиума Верховного Совета СССР от 7 марта 1960 года «в ознаменование 50-летия Международного женского дня, за выдающиеся достижения в труде и особо плодотворную общественную деятельность» удостоена звания Героя Социалистического Труда с вручением Ордена Ленина и золотой медали Серп и Молот.
С марта 1960 года — доярка укрупнённого колхоза «Заветы Ильича» Биробиджанского района. Возглавляла отстающую молочно-товарную ферму этого колхоза в селе Пронькино. В последующие годы вывела эту ферму в число передовых трудовых коллективов Еврейской автономной области.
Избиралась делегатом XXII съезда КПСС.
После выхода на пенсию проживала в селе Пронькино, где скончалась в марте 2005 года.